# Ашимбетов, Нуржан Кемерович
Нуржан Кемерович Ашимбетов (каз. Нұржан Кемерұлы Әшімбетов; род. 26 июня 1969 года; Чёрное, Лебяжинский район, Павлодарская область, Казахская ССР) — казахстанский государственный деятель.

## Биография
Родился 26 июня 1969 года в селе Черное Лебяжинского района Павлодарской области. Происходит из подрода каржас рода суйиндык племени аргын среднего жуза. Окончил Алма-Атинский зооветеринарный институт и Алматинский институт экономики и статистики.
- В 1992 году помощник управляющего отделением совхоза.
- С 1993 по 1995 года году — специалист, главный специалист Павлодарского территориального комитета по государственному имуществу.
- С 1995 по 1996 года — консультант корпорации «Сагапа».
- С 1996 по 1997 года — директор консалтинговой фирмы «Remek».
- С 1997 по 1998 года — председатель ПК им. К. Ашимбетова.
- С 1998 по 1999 года — директор агрофирмы «Кемер».
- С 1999 по 2001 года — заместитель акима Актогайского района.
- С апреля 2001 по март 2006 года — аким Лебяжинского района.
- С марта 2006 по декабрь 2008 года — директор департамента (начальник управления) сельского хозяйства Павлодарской области.
- С декабря 2008 по октябрь 2009 года — государственный инспектор Администрации Президента Республики Казахстан.
- С октября 2009 по январь 2012 года — аким города Петропавловска.
- C февраля 2012 по апрель 2016 года — заместитель акима Павлодарской области.
- С 13 апреля 2016 года по август 2018 года — аким г. Павлодар.
- С 22 августа 2018 года по 16 августа 2019 года — аким города Экибастуз[3].
- С 16 августа 2019 года по январь 2021 года — депутат мажилиса парламента Казахстана[4].
- С 22 января 2021 года по 21 мая 2021 года — аким города Аксу[5].

## Семья
Отец - Кемер. Ашимбетов Нуржан женат, имеет трех детей: Ерлен, Астан и Шон.

## Награды
- Орден Курмет
- Медаль «10 лет независимости Республики Казахстан» (2001)
- Медаль «10 лет Конституции Республики Казахстан» (2005)
- Медаль «20 лет независимости Республики Казахстан» (2011)
- Медаль «20 лет Конституции Республики Казахстан» (2015)
- Юбилейная медаль «25 лет независимости Республики Казахстан» (2016)[6][1].
- Почётная грамота Республики Казахстан[1]
- Медаль «Алгыс» (2016 год, Казахстанский митрополичий округ)[7]

## Примечание
1. 1 2 3  Ашимбетов Нуржан Кемерович (персональная справка). Дата обращения: 24 мая 2016. Архивировано 3 июня 2016 года.
2. 1 2  Джаксыбаев, Серик Имантаевич. Қаржас ұрпақтары. — Павлодар: ЭКО, 2008. — 400 с. — 1000 экз. — ISBN 9965-08-265-0. Архивировано 13 июня 2020 года.
3. ↑  Нуржан Ашимбетов стал акимом Экибастуза. Дата обращения: 24 августа 2018. Архивировано 24 августа 2018 года.
4. ↑  Гульшара Абдыкаликова и Нурлан Алимжанов станут депутатами. Tengri News (16 августа 2019). Дата обращения: 17 августа 2019. Архивировано 16 августа 2019 года.
5. ↑  Экс-аким Павлодара стал акимом Аксу. Дата обращения: 23 января 2021. Архивировано 5 февраля 2021 года.
6. ↑  В честь праздника
7. ↑  Митрополит Астанайский и Казахстанский Александр совершил великое освящение Михаило-Архангельского храма в Павлодаре. Дата обращения: 12 октября 2022. Архивировано 12 октября 2022 года.